# カレン・ベイカー・ランダース
カレン・ベイカー・ランダース（Karen Baker Landers）は、音響編集者である。80本以上の映画にクレジットされており、アカデミー音響編集賞を2度受賞している。

## 受賞とノミネート
| 賞               | 年   | 部門       | 作品名                   | 結果       |
| ---------------- | ---- | ---------- | ------------------------ | ---------- |
| アカデミー賞     | 2007 | 音響編集賞 | ボーン・アルティメイタム | 受賞       |
| アカデミー賞     | 2012 | 音響編集賞 | 007 スカイフォール       | 受賞       |
| 英国アカデミー賞 | 2001 | 音響賞     | ブラックホーク・ダウン   | ノミネート |
| 英国アカデミー賞 | 2004 | 音響賞     | Ray/レイ                 | 受賞       |
| 英国アカデミー賞 | 2007 | 音響賞     | ボーン・アルティメイタム | 受賞       |
| 英国アカデミー賞 | 2012 | 音響賞     | 007 スカイフォール       | ノミネート |